# Simpsons Roasting on an Open Fire
"Simpsons Roasting on an Open Fire" ("Els Simpson es Rosteixen en un Foc Obert"), també conegut com "The Simpsons Christmas Special" ("Especial de Nadal d'Els Simpson"), és el primer episodi llarg d'Els Simpson, després dels esquetxos que s'havien portat a terme a The Tracey Ullman Show. Escrit per Mimi Pond, havia de ser el vuitè episodi de la primera temporada. El títol és una paròdia de la cançó "The Christmas Song", altrament coneguda com a "Chestnuts Roasting on an Open Fire".

## Argument
Marge, Bart i Lisa se'n van a fer les compres de Nadal, i Bart es fa un tatuatge. Quan Marge ho veu, el porta immediatament a una clínica, perquè l'hi facin desaparèixer. Per pagar-ho, Marge s'ha de gastar els diners de Nadal. Com si això fos insuficient, Homer no cobra la paga extra de Nadal a la feina.
Quan Homer torna de la feina i veu que s'han quedat sense capital a causa de l'accident amb Bart, decideix no explicar-li que no ha cobrat la paga extra. A la taverna de Moe, Barney li comenta que pot treballar com a Pare Noel al centre comercial, i Homer ho fa per guanyar uns quants calés i arreglar el problema econòmic de la seva família. Bart ho descobreix, però li promet que no ho dirà a ningú.
Homer queda molt decebut quan només cobra 13$ per a la seva feina extra, però decideix apostar-los tots a les curses de gossos, juntament amb Bart. Considerant-ho un senyal, aposta per a Santa's Little Helper, que queda en última posició. A causa d'això, el seu amo l'abandona i Bart i Homer decideixen quedar-se'l per alegrar-se un mica el Nadal. Finalment, tota la família accepta el gos com a mascota de regal i diu que tots tindran un Bon Nadal.
L'escena final consisteix en Homer, Marge, Bart, Lisa, Maggie, Santa's Little Helper, Patty i Selma i l'avi Abraham Simpson cantant "Rudolph the Red Nosed Reindeer".